# Svend Robinson
Pour les articles homonymes, voir Robinson.
Svend Johannes Robinson (né le 4 mars 1952 à Minneapolis, Minnesota, États-Unis) est un homme politique et un militant homosexuel canadien.

## Biographie
Député néo-démocrate de Burnaby, en Colombie-Britannique, il défend vigoureusement les idées de la gauche au Canada. Après le vol avoué en 2004 d'une pièce de joaillerie estimée à 21 500$ CAD, il témoigne publiquement qu'il souffre de trouble bipolaire. Ayant cessé ses activités politiques en 2004 et 2005, il est défait à l'élection fédérale de 2006 par la libérale Hedy Fry[réf. souhaitée].